# Auburndale (miasto)
Auburndale – miasto w Stanach Zjednoczonych, w stanie Wisconsin, w hrabstwie Wood.